# Чернышев, Иван Егорович
Чернышев Иван Егорович (1833 — 16 ноября 1863) — актёр драматической труппы Санкт-Петербургских императорских театров, также драматург.

## Биография
Начал заниматься литературой со школьной скамьи. Ещё будучи воспитанником театрального училища, он сочинял пьесы, и одна из них в то же время попала на подмостки Александринского театра. На вызовы публики автор выходил в казенной курточке.
Впоследствии Чернышев показал себя недюжинным драматургом.
Пьесы его имели выдающийся успех. Этим успехом Чернышев обязан до некоторой степени А. Е. Мартынову, который, питая привязанность к Чернышеву, много помогал ему как драматургу своими советами и указаниями и, что главное, брал его пьесы для своих бенефисов и играл в них главные роли. Чернышеву принадлежат следующие драматические произведения:
1. «Не в деньгах счастье», комедия в 4 д. с прологом, СПб., 1858 и 1859;
2. «Жених из долгового отделения», 1858;
3. «Примадонна», сцены из жизни провинциальных актёров, в 1 д., СПб., 1858;
4. «Отец семейства», драма в 4 д., СПб., 1860;
5. «Испорченная жизнь», комедия в 5 д., СПб., 1862.

Кроме того, перу Чернышева принадлежат:
1. «Уголки театрального мира. Очерки нравов». 3 части («Отечественные записки», 1862 г., сентябрь, стр. 1—122; октябрь, стр. 219—316; ноябрь, стр. 44—145, и отдельно СПб., 1875 г.);
2. «Петербургские актрисы», СПб., 1876 г.

Как актёр Чернышев не выдавался из ряда посредственностей. Играл он по большей части злодеев. Но сам себя считал он талантом и не признавал знаменитых современных ему актёров, за исключением А. Е. Мартынова.
По натуре Чернышев не был злым, но в суждениях о своих товарищах, в особенности старших по летам и выслуге, он никогда не выбирал выражений. Кроме того, он находил удовольствие в либеральничании по отношению к начальству, старался разыгрывать из себя авторитетного вершителя судеб театра и нещадно казнить всех окружающих, кто не входил в круг его друзей. Благодаря всему этому он нажил немалое число врагов.
Чернышев ещё в училище, по собственному признанию, приучился к вину. Страсть к алкоголю развивалась в нём постепенно все сильнее и сильнее и наконец сгубила его. Последние годы его жизни были омрачены чуть ли не беспросыпным кутежом. К простой привычке присоединилась ещё безнадежная любовь к одной актрисе-премьерше. Желая заглушить в себе это чувство, Чернышев усиленно предался пьянству и допился до водянки, которая и свела его в могилу.
Умер в нищенской обстановке. Похоронен на Смоленском православном кладбище.

## Творчество
Известность приобрел комедией «Испорченная жизнь», обошедшей все русские сцены и долго державшейся в репертуаре.
Навеянная романом Авдеева «Подводный камень», она затрагивала брачный вопрос и, главным образом, модную в 60-х годах тему о свободе чувства женщины.
Большим успехом пользовалась и одноактная комедия его «Жених из долгового отделения», где трагикомическую, очень типичную, выигрышную роль жениха играли Мартынов, Васильев и другие знаменитые комики нашей сцены. Кроме того, Чернышеву принадлежат пьесы: «Не в деньгах счастье», «Отец семейства» (в этих двух пьесах замечательно хорош был Мартынов), «Охота пуще неволи, или Хочу быть актёром», «Комедия из-за драмы», «Примадонна», «Зачастую», «Бенефисные хлопоты», «Паутинка» и повесть «Уголки театрального мира. Актриса». Все это талантливо, литературно и, большей частью, было несколько раз переиздаваемо.
В газете «Искра» 1860—1861 годов им же помещен ряд эскизов: «Встречные и поперечные», под псевдонимом Иван Егоров.